# Elacio Córdoba
Elacio Córdoba (Turbo, Antioquia, Colombia; 21 de octubre de 1993) es un futbolista colombiano. Juega de lateral derecho y actualmente milita en el Londrina de la Serie B de Brasil.

## Clubes
| Club                   | País     | Año         | Part | Goles |
| ---------------------- | -------- | ----------- | ---- | ----- |
| Bogotá FC              | Colombia | 2011        | 17   | 0     |
| Atlético Huila         | Colombia | 2012 - 2015 | 58   | 4     |
| Independiente Medellín | Colombia | 2015 - 2018 | 41   | 1     |
| Atlético Huila         | Colombia | 2018 - 2019 | 27   | 0     |
| Águilas Doradas        | Colombia | 2019        | 8    | 0     |
| Inter de Limeira       | Brasil   | 2020 - 2021 | 0    | 0     |
| Figueirense (Cedido)   | Brasil   | 2020        | 0    | 0     |
| Londrina               | Brasil   | 2021 - Act. | 0    | 0     |
| Total                  |          |             | 151  | 5     |

Londrina 2021

## Palmarés

### Campeonatos nacionales
| Título          | Club                   | País     | Año  |
| --------------- | ---------------------- | -------- | ---- |
| Torneo Apertura | Independiente Medellín | Colombia | 2016 |